# Lepthyphantes bacelarae
Lepthyphantes bacelarae är en spindelart som beskrevs av Schenkel 1938. Lepthyphantes bacelarae ingår i släktet Lepthyphantes, och familjen täckvävarspindlar.
Artens utbredningsområde är Portugal. Inga underarter finns listade i Catalogue of Life.